# عقرباوات سوطية
العقرباوات السوطية (الاسم العلمي: Thelyphoninae) هي أسرة من العنكبوتيات تتبع فصيلة العقارب السوطية من رتبة العقربيات السوطية.

## أجناس
- العقرب السوطي